# Michel Becquet
Pour les articles homonymes, voir Becquet.
Michel Becquet, né le 4 février 1954 à Limoges, est un tromboniste français, professeur au conservatoire national supérieur de musique et de danse de Lyon.

## Biographie
Dès son plus jeune âge, il pratique le piano et le cor, en suivant les conseils de son père, lui-même corniste professionnel, avant de se tourner vers le trombone à l'âge de 10 ans. Après quelques années d’études au conservatoire de Limoges dans la classe de Jean Jeudi, il entre à quinze ans au conservatoire de Paris où il obtient très vite ses diplômes. Dès lors, il va remporter tous les concours internationaux ouverts à son instrument (Genève, Munich, Prague et Toulon).
À 18 ans, il devient premier trombone solo de l’Orchestre de la Suisse romande sous la direction de Wolfgang Sawallisch, avant de rejoindre quelques années plus tard l'Orchestre de l'Opéra national de Paris pour y rester jusqu'en 1990. En 1972 il fonde le Quatuor de Trombones de Paris avec Jacques Fourquet, Alain Manfrin et Gilles Millière. Ces quatre musiciens ont choisi de servir un instrument jusque-là méconnu. Ils ont eu un grand succès et une belle réussite. Cet ensemble a permis de développer les classes de trombone.
En 1981, il est nommé professeur au Conservatoire national supérieur de musique et de danse de Lyon à sa création. En plus de Lyon, il a enseigné pendant une dizaine d’années à la Musikhochschule de Cologne, jusqu’en 1998. En 1989, il quitte l’orchestre de l’Opéra pour la Hochschule für Musik de Cologne où il enseigne aux côtés de prestigieux maîtres internationaux, afin de pouvoir mieux se consacrer à l'enseignement et à la création. En 1990, Gilbert Amy lui propose les fonctions de chef de Département Cuivres au Conservatoire national supérieur de musique et de danse de Lyon.
Michel Becquet est aussi chef permanent des « Cuivres Français », formation de 18 musiciens de très haut niveau et le directeur artistique de l'Ensemble OCTOBONE, l'ensemble de trombones tuba et percussions de Lyon. Sa collaboration de longue date avec le facteur d’instruments Antoine Courtois et les moyens mis à sa disposition par cette firme lui ont permis d’élaborer le récent modèle de trombone AC420BH. Michel Becquet intervient dans le cadre du festival Cuivres en Fête, du stage epsival organisés tous les ans au mois d'août par l'ensemble Epsilon à Limoges ainsi qu'en tant que directeur du stage d'Octobone organisé par l'association Trombone en Plage à Arcachon. Il est aussi le producteur du premier disque du Quatuor KIMOÏZ: "DEBUT!" 

## Discographie
- Octobone I et Octobone II. Michel Becquet et l'Ensemble Octobone (8 trombones, 1 tuba, 2 percussionnistes)

- Trombone Extraordinaire, Concerto pour Trombone et orchestre à cordes (Janko Nilovic, Georges Delerue, Jean-Michel Defaye)

- Sérénade en Ré pour Trompette & Trombone. (Leopold Mozart)

Orchestre : Sinfonietta Berlin
Trompette : Guy Touvron
Trombone : Michel Becquet
- Trombone récital (Guilmant, Jorgensen, Mortimer, Defaye, Von Weber, Saint-Saens, Lys, Takashima, Pryor)

- Belle époque 1998

- Alla francese 1993 Camille Saint-Saëns, Jean Françaix, Francis Poulenc)

Avec le Quatuor de Trombones de Paris :
- Scott Joplin - Pluriel PL 3347

- Les Quatre Virtuoses - Bellwood BW-1001D

- Les 4 Virtuoses II - Bellwood BW-1004D

- Live in Tokyo 90 - Bellwood BW-1005D

- Les 4 Virtuoses 20°anniversaire - Pluriel 9204

- Ragtime - Herisson vert CD 6800

- Ragtime Scott Joplin

- Tournée D'adieu Au Japon (1997)

- La Sacqueboute (avec "Les Sacqueboutiers de Toulouse"), éditions Ambroisie, 2002

## Liste de ses plus grands élèves
- William Petit, 1er Prix de Trombone  Conservatoire national supérieur de musique et de danse de Lyon en 1988[1]www.instruments-anciens.com
- Fabien Lafarge Trombone solo de l'Orchestre National de Lyon
- Alexandre Faure, trombone solo de l'Orchestre de la Suisse romande
- Cédric Vinatier, trombone de l'Orchestre de Paris
- Christophe Sanchez, trombone solo de l'Orchestre d'Euskadi
- Frédéric Boulan, trombone de l'Orchestre national de Lyon
- Arnaud Mandoche, trombone solo de l'Orchestre d'Euskadi
- Marc Merlin, trombone solo de l'Orchestre National des Pays de la Loire
- Eric Coron, Trombone solo de l'Orchestre National Bordeaux Aquitaine
- David Maquet, trombone dans l'Orchestre Philharmonique de Radio France
- Fabrice Millischer, 1er Prix du concours ARD de Munich, lauréat des Victoires de la musique classique en 2011 dans la catégorie "Révélation soliste instrumental de l'année".
- Hamid Medjebeur, 1er Prix au CNSMD de Lyon, membre du Quintette Alliance et professeur au CRD de Mâcon et au conservatoire de Saint-Étienne